# La vendetta delle Juana
La vendetta delle Juana (La venganza de las Juanas) è una serie televisiva messicana, ideata da Jimena Romero, prodotta da Lemon Studios  e distribuita in streaming dal 2021 sulla piattaforma Netflix.
La serie,  basata sulla telenovela colombiana Las Juanas, ha per protagoniste Zuria Vega, Renata Notni, Oka Giner, Juanita Arias e Sofía Engberg; altri interpreti principali sono Carlos Ponce, Fernando Becerril , Iván Amozurrutia e Jorge Antonio Guerrero.
Della serie è andata in onda una stagione, composta da 18 episodi. La prima stagione è andata in onda a partire dal 6 ottobre 2021.

## Trama
Cinque giovani donne di Città del Messico che non si erano mai conosciute prima, Juana Manuala Bravo detta "Manny", Juana Valentina, Juana Caridad, Juana Matilde e Juana Baptista, scoprono, durante un soggiorno a Cancún, non solo di avere in comune il primo nome (Juana), ma di avere tutte quante una particolare voglia a forma di pesce su una natica e capiscono così di essere sorelle da parte di padre e, una volta sottopostesi all'esame del DNA, ne hanno la conferma ufficiale.
Poco dopo, Manny capisce che il padre in comune è il marito della sorella della madre, Simón Marroquín, un uomo senza scrupoli e politico in carriera. Tutte le cinque donne verranno poi a conoscenza del male che Marroquín aveva fatto in passato alle rispettive madri e decidono di vendicarsi, smascherando i traffici dell'uomo.
Dopo il suicidio (o presunto tale) di Simón Marroquín, travolto dagli scandali, il desiderio di vendetta delle ragazze si ritorce loro contro, perché a volersi vendicare è ora il padre di Marroquín, lo spietato Rogelio Marroquín, che finge di dare alle giovani ospitalità nella propria villa e di aiutarle economicamente per il loro futuro: Manny, ad esempio, grazie ai soldi prestateli da Rogelio, diventa proprietaria del locale dove lavorava come spogliarellista, mentre Matilde viene contattata da produttori interessati a farla diventare una cantante professionista. Sotto questi "aiuti" si nasconde l'inganno.
Nel frattempo, la parentela con i Marroquín ha dei riflessi anche personali nella vita delle ragazze, in particolare di quella di Valentina, che proprio a Cancún, si era innamorata di Federico, che poi scoprirà essere figlio di Simón e, quindi, suo fratellastro (in realtà, alla fine, si saprà che Federico è il frutto della relazione con la madre con il fratello di Simón): i due ragazzi dovranno così provare a combattere con i propri sentimenti, ancora vivi, e a rinunciare al loro amore proibito.

## Produzione
L'ideatrice Juanita Romero, figlia del creatore della telenovela colombiana Las Juanas (uscita nel 1997), Bernardo Romero Pereiro., ha affermato, in un'intervista, di aver modificato la trama originale.

## Episodi
| Stagione       | Episodi | Prima TV |
| -------------- | ------- | -------- |
| Prima stagione | 18      | 2021     |

## Personaggi e interpreti
- Juana Manuela "Manny" Bravo, interpretata da Zuria Vega (ep. 1-18). Originaria della Spagna, dove era stata dapprima vittima della tratta di prostitute e dove poi era stata in prigione dopo una denuncia da parte della madre, lavora come spogliarelista in un locale di Città del Messico, dove è perseguitata da un politico.[1][5]
- Juana Valentina, interpretata da Renata Notni (ep. 1-18). Lavora come giornalista investigativa e aiuta il suo amico poliziotto Lorenzo nelle indagini sulla tratta delle donne.[1][2][5]
- Juana Caridad, interpretata da Oka Giner (ep. 1-18). È una novizia  che accudisce la madre inferma e che aiuta le donne a fuggire dalla tratta di esseri umani: durante una di queste operazioni, si innamora ricambiata del polizioto amico di Valentina, Lorenzo, e decide in seguito di rinunciare alla propria vocazione diventare suora.[1][2][5]
- Juana Matilde, interpretata da Juanita Arias (ep. 1-18). È una colombiana con la passione per il canto (ereditata dalla madre, una famosa cantante), fuggita dal proprio Paese, dove è ricercata per l'omicidio (per legittima difesa) dell'uomo che la stava violentando.[1][2][5] Poco dopo aver ottenuto un ingaggio come cantante di un gruppo musicale nel locale di Daniel (che in seguito scoprirà essere la madre creduta morta che aveva cambiato sesso)[10], per ottenere il permesso di soggiorno, sposa il leader del gruppo, Pocho, un giovane violento.
- Juana Baptista, interpretata da Sofía Engberg (ep. 1-18). È una sensitiva rimasta orfana da bambina e sopravvissuta miracolosamente all'incidente, causato da Simón Marroquín in cui ha perso la vita la madre.[2][5]
- Simón Marroquín, interpretato da Carlos Ponce (ep 1-12). È il padre biologico delle cinque Juana.[1][2][5]
- Rogelio Marroquín, interpretato da Fernando Becerril . È il padre di Simón e il nonno paterno delle cinque Juana.
- Federico Marroquín, interpretato da Iván Amozurrutia. È il figlio di Simón.
- Catalina Bravo de Marroquín, interpretata da Ana Ludyvina Velarde. È la moglie di Simón e la madre di Federico.
- Susana Bravo, interpretata da Verónica Merchant. È la sorella di Catalina e la madre di Manny, nata da una relazione con Simón Marroquín.[1]
- Lorenzo, interpretato da Jorge Antonio Guerrero. È un poliziotto amico di Valentina, che si innamora di Caridad.
- Víctor, interpretato da Mauricio Isaac. È il fedele "servitore" dei Marroquín (poi si scoprirà essere il figlio naturale di Rogelio), colui che esegue il "lavoro sporco".[10]
- Isabelle, interpretata da Paulette Hernández. È la ragazza con cui Federico si fidanza dopo aver dovuto rinunciare al suo amore per Valentina.
- Daniel, interpretato da Ricky del Real. È il gestore del locale in cui Matilde si esibisce come cantante.
- Pocho, interpretato da Federico Espejo. Cantante e musicista del gruppo che si esibisce nel locale di Daniel, sposa Matilde per farle ottenere il permesso di soggiorno.
- Claudio Villa, interpretato da Harding Junior. È il compagno di Daniel.

## Distribuzione
Nei vari Paesi, la serie è stata distribuita con i seguenti titoli:
- La venganza de las Juanas (titolo originale, per i Paesi di lingua spagnola)
- The Five Juanas (titolo internazionale in lingua inglese)[11]
- Au nom de la vengeance (Paesi di lingua francese)[9]
- Fünffache Rache (Paesi di lingua tedesca) [7][12]
- La vendetta delle Juana (Paesi di lingua italiana; non doppiato, con sottotitoli in italiano)[6]